# Кусава (озеро)
Кусава (англ. Kusawa Lake; тутчоне Nakhų̄ Mǟn;  тли. Kùsawu.ā) — озеро на северо-западе Канады. Располагается в южной части территории Юкон. Относится к бассейну верхнего течения реки Юкон.
Название Кусава происходит от тлингитского Kùsawu.ā — «узкое озеро».
Наибольшая глубина озера составляет 140 м и достигается на юго-востоке средней части акватории.
Озеро пересекает верхняя половина течения реки Тахини, впадая с востока в южную оконечность и вытекая из северной оконечности. На юге в озеро впадает река Кусава, на востоке северной оконечности — река Примроз.